# Dandin (film)
Cet article concerne film français. Pour l'auteur sanskrit, voir Dandin.
Pour plus de détails, voir Fiche technique et Distribution.
Dandin est un film français réalisé par Roger Planchon et sorti en 1988.
C'est une adaptation de la pièce de Molière George Dandin ou le Mari confondu

## Synopsis
Dandin, un riche paysan a épousé Angélique, fille des Sotenville, pour acquérir un titre de noblesse. Angélique, à qui on n'a pas demandé son avis, lutte contre sa servitude, et Dandin finit par se rendre compte qu'il s'est marié au-dessus de sa condition.

## Fiche technique
- Réalisation : Roger Planchon
- Scénario : Roger Planchon d'après la pièce de Molière George Dandin ou le Mari confondu
- Production :  Centre National de la Cinématographie (CNC), Films A2, La Sept Cinéma
- Distributeur : AAA, Les Films du Losange
- Musique : Jean-Pierre Fouquey
- Image: Bernard Lutic
- Montage : Hélène Viard
- Durée : 113 minutes[1]
- Date de sortie : 
  - France : 20 janvier 1988

## Distribution
- Claude Brasseur : Georges Dandin
- Zabou Breitman : Angélique
- Daniel Gélin : Monsieur de Sotenville
- Nelly Borgeaud : Madame de Sotenville
- Jean-Claude Adelin : Clitandre
- Evelyne Buyle : Claudine
- Marco Bisson : Lubin
- Vincent Garanger : Colin
- Marie Pillet : une sorcière
- Philippine Leroy-Beaulieu : la tragédienne
- Martine Merri : une sorcière